# Кришана
Кришана (рум. Crişana, мађ. Körösvidék, срп. Покришје) је географска и историјска област у источном делу Панонске низије. У ужем смислу, представља једну од неколико историјских покрајина Румуније, а обухвата западни део данашње Румуније, са центром у Великом Варадину. У ширем смислу, област обухвата и неке суседне крајеве у Мађарској (мађарско источно Потисје, односно мађарска Кришана).

## Порекло назива
Називи за ову област различити су у језицима локалних народа (Румуни, Мађари, Немци, Срби). Појам Кришана (рум. Crişana) води порекло од румунског назива за реку Криш (рум. Criş), која се на мађарском језику назива Кереш (мађ. Körös), тако да одатле долази и посебан мађарски назив за исту област (мађ. Körösvidék). У српском језику, област се назива и Покришје.

## Географија
Кроз ову област протичу три „мала“ Кереша (Бели, Црни и Брзи), који заједно творе велику реку Кереш, која се улива у Тису. Кришана има природне границе на истоку (планинско било Бихора) према Трансилванији, југу (река Мориш) према Банату и на северу (река Самош) према Марамурешу. Западна граница шире области лежи на реци Тиси, а државна граница између Румуније и Мађарске, која је настала након 1918. године, дели ову област на два дела (румунска Кришана и мађарска Кришана). Кришана не постоји као посебна административна јединица, а њено подручје подељено је између неколико округа.

## Становништво
Већинско становништво румунског дела Кришане су Румуни, али постоји значајна мађарска мањина (око 20%). Румуни су традиционално становници планинског и брдског дела Кришане ка истоку, а Мађари низијског, западног дела уз границу са матичном државом и даље у мађарској Кришани. Мала румунска заједница у Мађарској већим делом обитава управо у мађарском дел Кришане, у неколико насеља уз мађарску границу са Румунијом. Поред њих овде у знатно мањем постотку живе и Немци и Роми, а некада су значајан део становништва на тим просторима чинили и Срби.

## Срби у Кришани
Током старије историје, на ширем простору Кришане живеле су бројне српске заједнице, које су се досељавале у периоду од 15. до 18. века, али су временом у знатној мери подлегле процесима румунизације и мађаризације. Током 16. и 17. века, у јужном делу Кришане постојала је Јенопољска епархија, која је била у саставу Српске патријаршије, а из ње се крајем 17. и почетком 18. века развила Арадска епархија, која је била у саставу Карловачке митрополије, све до 1865. године.

## Управна подела и градови
Кришана обухвата неколико округа данашње Румуније:
- Бихор (једини цео округ)
- Арад (готово цео округ сем крајњег југа)
- Салаж (већи део округа без источне трећине)
- Сату Маре (јужна половина округа)

Највећи град и историјско и културно средиште Кришане је град Орадеа. Град Арад је приближне величине као и Орадеа, али је подељен на део у Кришани и део у Банату. Остали значајни градови су Залау, Салонта, Кареј, Бејус.